# Knowe of Skea

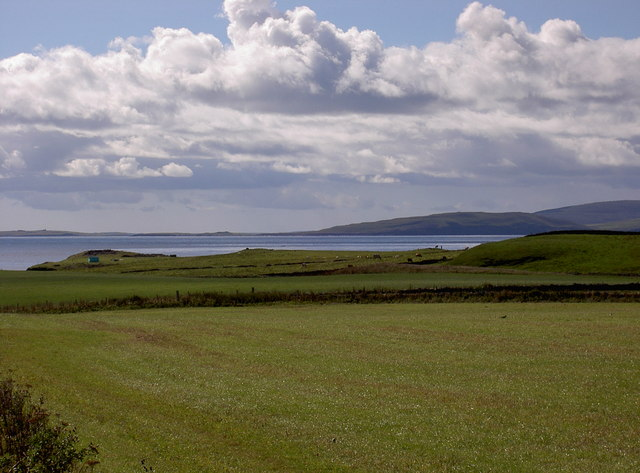
Knowe of Skea

Der Knowe of Skea war ein großer grasbewachsener Cairn, am Ende des Berst Ness, im äußersten Süden der Hauptmasse der Orkneyinsel Westray in Schottland. Er hatte einen Durchmesser von etwa 26 m, eine Höhe von etwa 2,7 m und war auf der Oberseite leicht gestört. Spuren unbestimmter Trockenmauerstrukturen und Middenmaterial (eisenzeitliche Keramik, zerbrannte Steine, Tierknochen und Napfschneckenschalen) ragten aus der Südseite, wo der Hügel durch das Meer erodiert war. Keramikscherben und ein Schleifsteinfragment wurden auf dem Hügel gefunden. Die Topffragmente und die Größe des stark erodierten Hügel deuteten auf einen Brochstandort. Die Funde wurden in Tankerness House Museum verbracht.
Rettungsgrabungen auf dem Knowe der Skea und fünf kleineren Grabhügeln in der näheren Umgebung ergaben ab 2000, dass es sich stattdessen um eine mehrfach modifizierte ungewöhnlich große Kammer in der Mitte des Hügels handelt, die zum Verständnis von Mine Howe beiträgt. Die Kammer scheint final absichtlich mit großen Mengen von Fischgräten, Muscheln und Tierknochen gefüllt worden zu sein. Die Oberfläche des Hügels ist mit Knochenfragmenten übersät, die auf 700 n. Chr. datiert wurden.
Über 100 Bestattungen wurden gefunden (meist junge Erwachsene und Neugeborene). Komplette Bestattungen waren in der Regel in seitlicher Fötalposition beigesetzt. Es gab auch nicht im Knochenverbund befindliche menschliche Überreste, von denen einige in die Wände und Böden der Gebäude eingebaut waren. Als Bauopfer aufzufassen ist die Deponierung eines menschlichen Leichnams und eines Rindes unter der Wand der Hauptstruktur, die indes fundleer war und als eine Art Leichenhalle anzusehen ist.
In der Mitte der Eisenzeit wurde die „Leichenhalle“ des Knowe o 'Skea modifiziert, um, wie in Mine Howe, eine Treppe die zu einer kleinen unterirdischen Kammer führt, zu integrieren. Diese Kammer, die keinen praktischen Zweck erfüllt, scheint eine zusätzliche Funktion gehabt zu haben.
Der externe Komplex mit den Gebäuden C und H in dessen Wänden wie in Mine Howe drei Schädel eingemauert waren, bildete einen Schwerpunkt für Metallverarbeitung. Angesichts der Tatsache, dass es archäologische Belege für eine intermittierende Nutzung des Platzes gibt, erfolgten die Metallarbeiten ausschließlich im Zusammenhang mit den Begräbnissen. Die fünf kleineren Strukturen auf dem Berst Ness wurden auch als Gräber identifiziert.